# Momenty (singel Wersow)
Momenty – singel polskiej influencerki Wersow, który został wydany 11 grudnia 2024 nakładem własnym w dystrybucji Warner Music Poland.
Singel zdobył prawie 1,5 mln wyświetleń w serwisie YouTube oraz prawie 1,2 mln odtworzeń na Spotify.

## Geneza i historia wydania utworu
Utwór napisali Weronika Sowa, Carla Fernandes oraz Frank Bo. Za kompozycję piosenki odpowiedzialni są Bartosz Marszałek, Carla Fernandes, Dominic Buczkowski-Wojtaszek, Jan Bielecki i Patryk Kumór. Utwór wyprodukowali Bartosz Marszałek oraz Jan Bielecki. Za miksowanie oraz mastering odpowiedzialny jest Hotel Torino. Influencerka o singlu:

Singiel "Momenty" opowiada o potrzebie zatrzymania się w codziennym biegu, by w pełni doceniać ulotne i beztroskie chwile. To utwór o pozbyciu się strachu, zrzuceniu ciężaru przeszłości i pragnieniu czerpania radości z prostoty życia. Utwór zachęca nas do powrotu do beztroskich, cukierkowych lat młodości. 

Singel ukazał się w formacie digital download 11 grudnia 2024 w Polsce nakładem własnym w dystrybucji Warner Music Poland.

## Teledysk
Do utworu powstał teledysk w reżyserii Weroniki Sowy oraz Mikołaja Matyjaska, który udostępniono za pośrednictwem platformy YouTube w dzień wydania singla.

## Lista utworów
- Digital download[5]

1. „Momenty” – 2:18